# لوسیوس لیون
لوسیوس لیون (به انگلیسی: Lucius Lyon) سناتور سابق عضو حزب دموکرات ایالات متحده آمریکا بود. وی در سال ۱۸۳۷ تا ۱۸۳۹ میلادی سناتور ایالت میشیگان در سنای ایالات متحده آمریکا بود.